# Sumedang Sari
Sumedang Sari is een bestuurslaag in het regentschap Ogan Komering Ulu van de provincie Zuid-Sumatra, Indonesië. Sumedang Sari telt 989 inwoners (volkstelling 2010).